# 丸本莉子
丸本 莉子（まるもと りこ、1990年5月16日 - ）は、日本のシンガーソングライターである。古舘プロジェクト所属。

## 略歴・人物
1990年生まれ、広島県広島市安佐北区出身。3人兄妹の長女で、弟（1歳下）と妹（6歳下）がいる。小・中学校時代はバレーボール部に在籍していた。
高校2年から音楽活動を開始。2011年に上京。広島ホームテレビ『雨のち晴れ』の主題歌に抜擢され、自身が作詞・作曲を手がけた「ココロ予報」は広島を中心に話題を集める。都内のライブハウス、路上ライブを中心に活動する傍ら、広島でのライブ活動も並行して行う。そんな活動が地元自治体の目にとまり、広島県で最も小さな町である安芸太田町のイメージソング「空」を手掛けることになる。更には、埼玉県広報事業「LOVE　bicycle SAITAMA」公式ソングを担当することになり、広島県外の地域ソングも手掛けるようになった。
2012年10月には、広島ホームテレビ『あした記念日』のテーマソングとして「心のカタチ」が使用されている。
2013年8月には音霊に出演。9月に自身初となるミニアルバム「ご機嫌ベイベー★」をリリース。第55回日本レコード大賞新人賞にノミネートされる。
2014年には、広島東洋カープ公式試合での君が代独唱、始球式を務める。7月にリリースした「歩いてゆけ」は、iTunesのJPOPランキングTOP5にランクイン。
2015年6月10日、ビクターエンタテインメントのデジタル部門が設立した新レーベル「AndRec（アンドレック）」から、第一弾シングル『ココロ予報』で国内初のハイレゾ配信でのメジャー・デビューを果たした。同年、高知県観光特使に任命される。
2018年、同い年の男性と結婚（翌2019年4月1日、自身のTwitterで報告）。
2019年7月8日、男児を出産（同日、自身のTwitterで報告）。

## ディスコグラフィ

### シングル
インディーズレーベル
1. 片思いライダー/ココロ予報（2012年12月5日発売）広島、埼玉限定発売、廃盤
2. 歩いてゆけ（2014年7月9日発売）

メジャーレーベル（全て配信）
1. ココロ予報（2015年6月10日発売）[4]
2. やさしいうた（2015年8月19日発売）[4]
3. つなぐもの（2015年12月16日発売）
4. フシギな夢（2016年2月24日発売）
5. ガーベラの空（2016年8月24日発売）
6. 誰にもわからない（2016年11月30日発売）
7. 風（2017年12月6日発売）※カバー
8. ツバサ（2018年1月17日発売）※カバー

### アルバム
自主制作
1. ちっぽけなうた（発売日不明）販売終了
2. ハジマリ（2010年11月6日発売）販売終了

インディーズレーベル
1. ご機嫌ベイベー★（2013年9月18日発売）※初の全国発売CD、廃盤

メジャーレーベル
1. ココロ予報〜雨のち晴れ〜（2015年9月16日発売、ミニアルバム）[4]
2. フシギな夢の中（2016年3月16日発売、ミニアルバム）
3. 誰にもわからない〜何が幸せ?〜（2016年12月21日発売、ミニアルバム）
4. ココロノコエ （2017年3月22日発売、アルバム）
5. COVER SONGS（2018年2月28日発売、カバーアルバム）

## ラジオ
- FM-FUJI 「Music Spice!」
  - （2016年10月 - 2018年3月）※レギュラーラジオ・月曜日担当
  - （2018年4月 - ）※レギュラーラジオ・水曜日担当

## 交友関係
同じ広島県出身であるUNICORNのギタリスト手島いさむとは、2014年から毎年ツーマンLIVEや丸本のワンマンLIVEでゲスト出演するなど兄として慕っている。
浜崎貴司とは2015年に丸本がミニアルバムリリースを記念として行ったYouTubeLIVEにて、丸本、手島、浜崎の3人でセッション（FLYING KIDS「幸せであるように」）した事をきっかけに親交を深めている。
広島東洋カープの中田廉とは同い年で、共通の知人を通じて親交がある。2014年に広島にて行われた丸本のワンマンLIVEに、中田がチームメイトの中﨑翔太を連れてきた。その時、中崎が丸本の「ご機嫌ベイベー★」を気に入り、2015年から自身の登場曲として使用している。

## タイアップ
| 曲名                              | タイアップ                                                                                     |
| --------------------------------- | ---------------------------------------------------------------------------------------------- |
| ココロ予報                        | 広島ホームテレビ「雨のち晴れ」テーマソング                                                     |
| 空                                | 安芸太田町イメージソング                                                                       |
| 片思いライダー                    | 埼玉県広報事業「LOVE bicycle SAITAMA」公式ソング                                               |
| 心のカタチ                        | 広島ホームテレビ「あした記念日」テーマソング                                                   |
| ご機嫌ベイベー★                   | テレビ朝日「ポータル」9月度エンディングテーマ 岩手朝日テレビ「オン天」10月度エンディングテーマ |
| そこにあるもの                    | 広島ホームテレビ「地球派宣言」テーマソング                                                     |
| ちっぽけなうた                    | テレビ埼玉「彩の国ニュースほっと」テーマソング                                                 |
| 歩いてゆけ                        | 「S-collection」テーマソング 「スポーツボランティア」応援ソング                                |
| 青春ヒーロー                      | 「埼玉サイクルEXPO」テーマソング                                                               |
| がんばる乙女〜Happy smile again〜 | 「2016年奥四万十博」テーマソング                                                               |
| フシギな夢                        | ブルボン「ラシュクーレ」CMソング                                                               |
| ガーベラの空                      | TBSテレビ「噂の!東京マガジン」2017年1月 - 3月エンディングテーマ                                |